# Charlotte van Pallandt
Charlotte  van Pallandt (Charlotte Dorothée Pallandt bárónő) (Arnhem, 1898. szeptember 24. – Noordwijk, 1997. július 30.) holland szobrászművész.

## Élete
Schaarsbergenben töltötte gyermekkorát. 1913-ban Hágába költözött a család, Charlotte-ot Londonba küldték az Ealing Art College-be. A művészeti iskola befejezése után 1918-ban Hágában vett rajzórákat Albert Roelofs festőtől és tagja lett a Pulchri Studiónak. 1919-ben férjhez ment Adolph Joachim Zeyger grófhoz. Bernben éltek, de a gyermektelen házasság válással végződött 1924-ben.
Charlotte 1926-ban barátnőjével Párizsba utazott. Anonimitásban élt, hogy semmiben ne gátolta őt nemesi származása. Ott határozta el, hogy művész lesz. Nagy hatással volt rá André Lhote kubista festő. Egy év után mégis megszakította kurzusát Lhote-nél, mert attól félt, hogy túlságosan a festő hatása alá kerül.
Visszatért Hágába, és Toon Dupuis belga szobrász műtermében dolgozott. 1928-ban itáliai utazása alatt találkozott Charles Despiau és Charles Malfray francia szobrászművészekkel. Ők is azt javasolták, hogy a szobrászatot válassza. Abbahagyta a festést, és Amszterdamban dolgozott. 1935-ben Párizsban Paul Ranson akadémiáján Malfray tanítványa lett. 1937-ben Párizsban a világkiállításon unokaöccséről készült fejszobra második díjat nyert.
A második világháború kitörésekor visszament Hollandiába, 1941-ben amszterdami műtermében találkoztak a szobrászművészek. Egyikük ajánlotta Truus Trompert aktmodellt, akiről több aktszobrot készített. 1948-ban első kiállítása a Santee Landweer amszterdami galériában nyílt meg, és 50 éves korában sikerült az áttörés.
1953-ban Julianna királynőről készített két szoborportrét. 1958-ban ő képviselte Hollandiát a velencei biennálén, és neki ítélték a kritikusok díját. 1966-ban megbízást kapott, hogy készítse el Vilma holland királynő  monumentális szobrát, melyet 1968-ban Rotterdamban avattak fel.
1997. július 30-án hunyt el 98 éves korában.

## Galéria

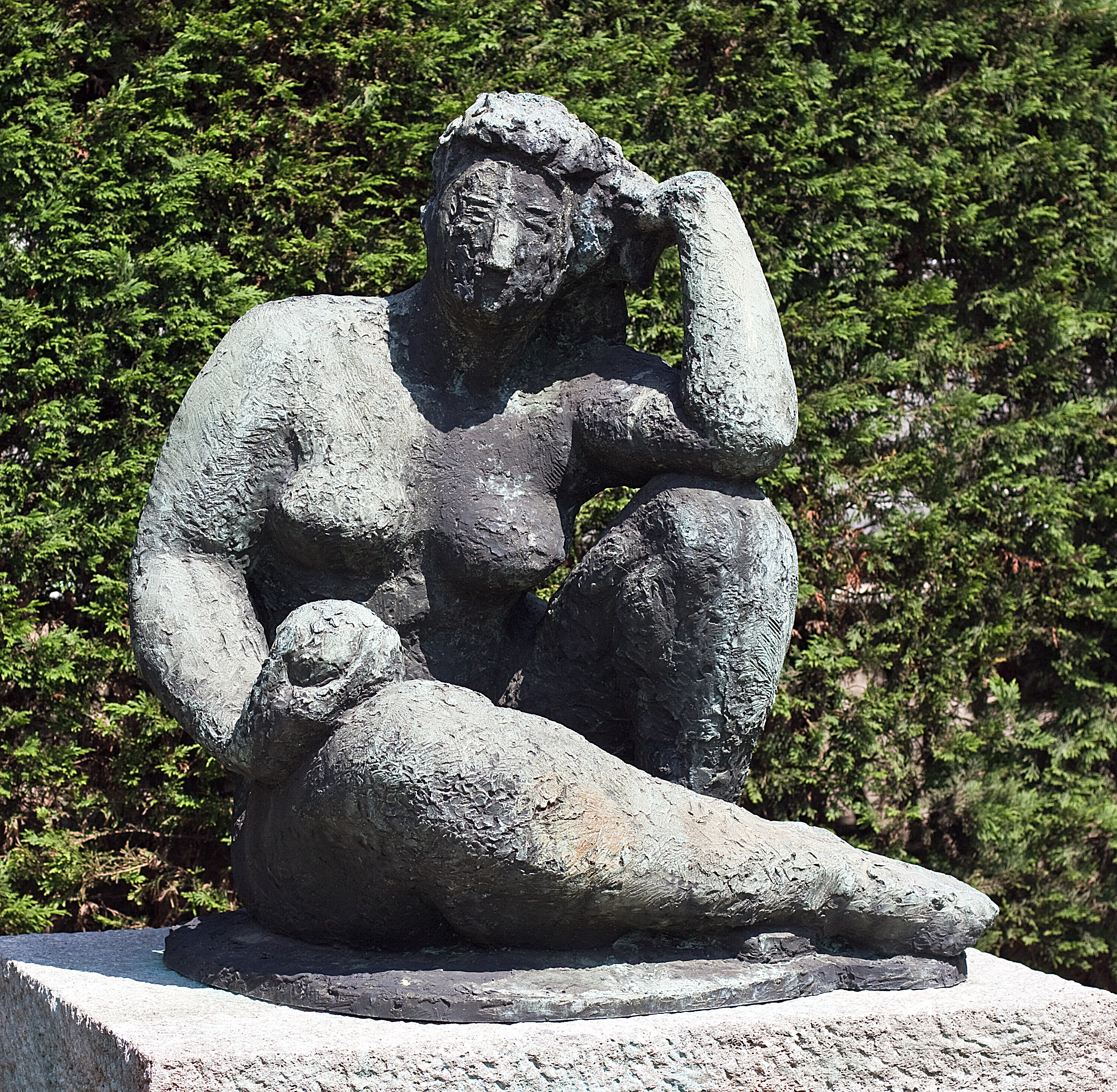
Ülő nő almával
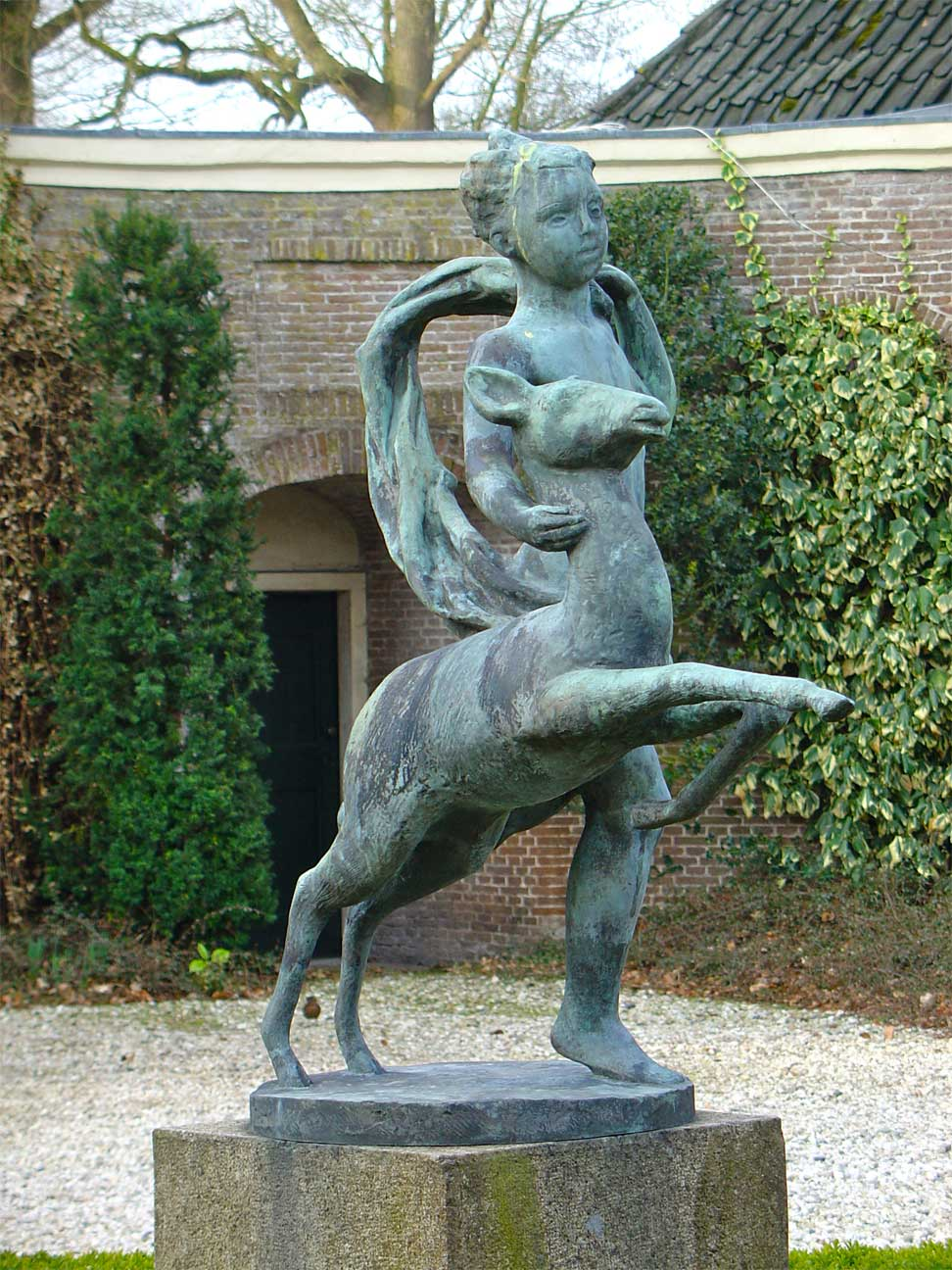
Kislány őzikével
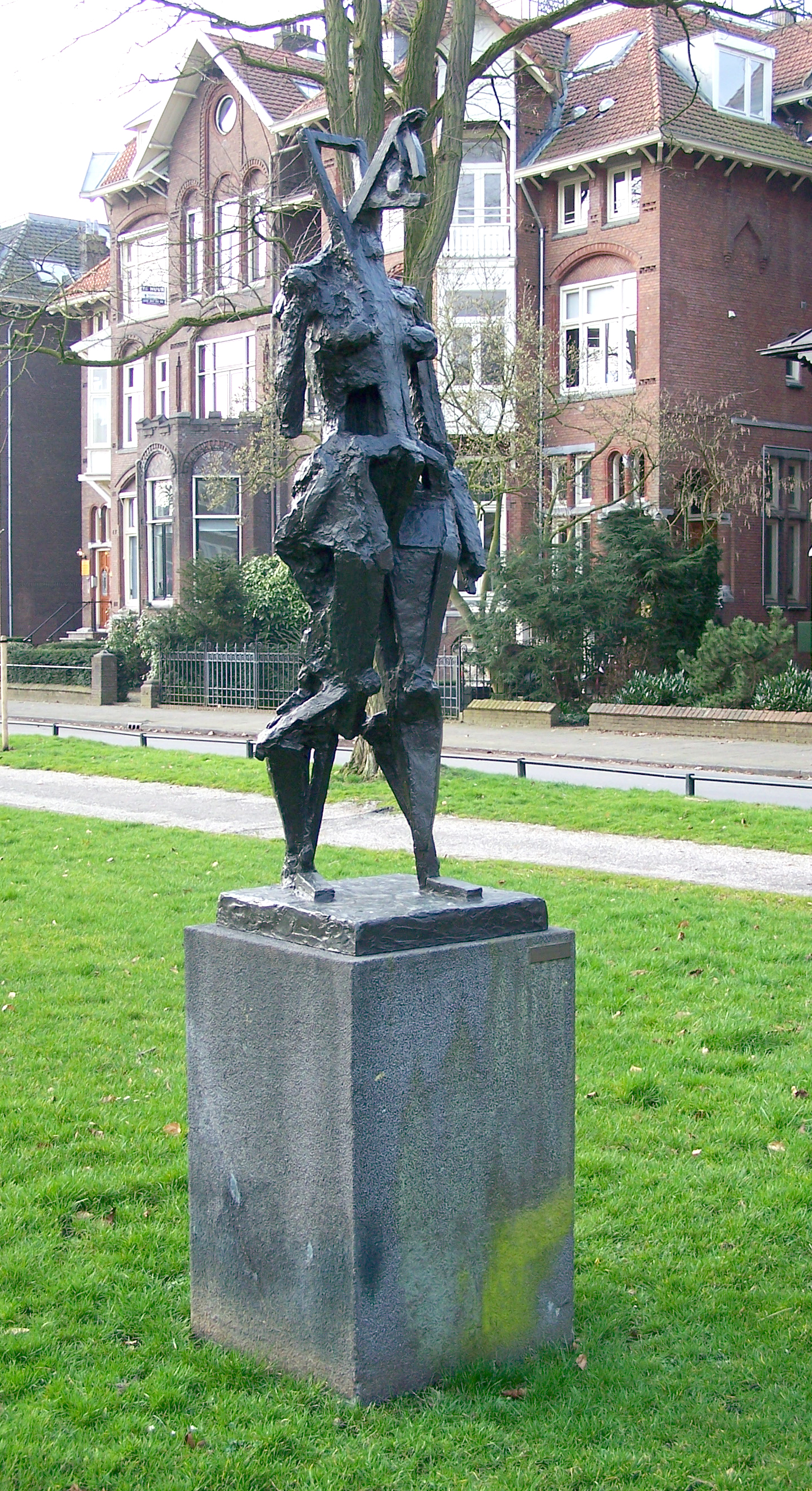
Álló konstrukció
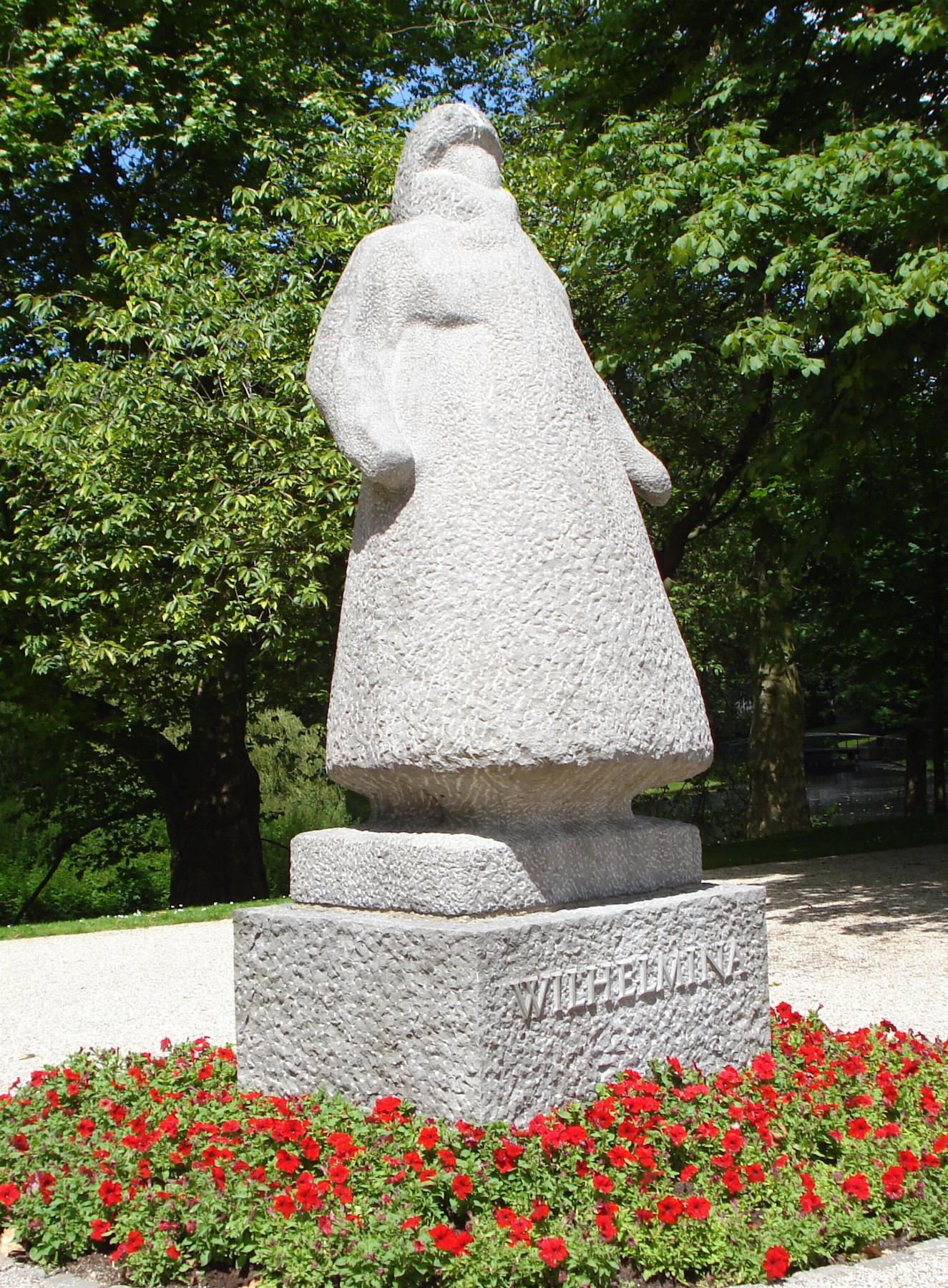
I. Vilma holland királynő szobra